# 東京ひとりぼっち
『東京ひとりぼっち』は、スライドボーイズのシングル及び、その1曲目の楽曲である。

## 概要
- バナナマンがコント内で演じているキャラクター・スライドボーイズの楽曲となっている。なお、バナナマンのコントの中で歌を歌うキャラクターは他にもいくつか存在するが、正式にCDデビューを果たしているのはスライドボーイズのみとなっている[注 1][注 2]。発売当初はさほど話題にならなかったが、発売から約12年半後の2011年9月に放送された『シルシルミシル』（テレビ朝日）で紹介された事により、検索ワードランキング内で急上昇して注目を集めた。また、これによりポニーキャニオンにも問い合わせが殺到し、遂に2011年9月28日にはJOYSOUNDにてカラオケ、レコチョク、iTunesなど各サイトにて配信が開始された[注 3]。ただし、CD自体は2018年現在も廃盤となっており、入手は困難な状況にある。このためオークションサイトなどでは高値で取引される事も多くなっている[1]。
- PVも制作されており、後に『RADIO DANCE』[注 4]及び『処女&サルマンとバカジュリエット SPECIAL EDITION』に収録された。
- 2018年4月6日放送の金曜JUNK『バナナマンのバナナムーンGOLD』（TBSラジオ）内において、当番組の人気コーナーである「音楽の悩みなんでも解決 ヒムペキ兄さん」に代わって、日村の結婚を祝福する形で設楽こと「シタペキ兄さん」が登場し、本作の歌詞を一部変更した「東京ひとりぼっち ～日村さんゴールインおめでとうバージョン～」を披露していた。純粋なオリジナル曲では無いが、久々に公の場（テレビ・ラジオ等）で本曲が披露された事となった。
- バナナマンの映像作品において、スライドボーイズ関連の映像は、『人間番号』『RADIO DANCE』[注 5]『処女&サルマンとバカジュリエット SPECIAL EDITION』『バナナマン傑作選ライブ bananaman Punch』などで視聴する事が出来る。

## 楽曲
1. 東京ひとりぼっち
作詞：設楽統／作曲：バナナマン
2. マコちゃん
作詞：バナナマン／作曲：オークラ,バナナマン
原曲は'98年発表の『東京』に収録された「東京ノスタルジック」。
3. 東京ひとりぼっち（オリジナルカラオケ）
4. 設楽統のオレはスゴイ事を言う